# Hannelore Knuts

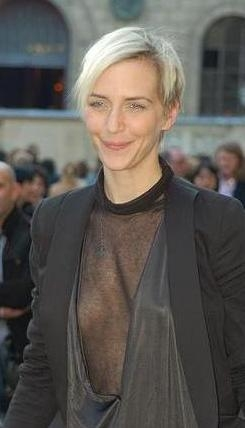
Hannelore Knuts

Hannelore Knuts (Hasselt, 4 november 1977, opgegroeid in deelgemeente Kuringen) is een voormalig Belgisch topmodel. Ze was een muze van mode-ontwerpers Jean Paul Gaultier en Karl Lagerfeld. Ze is het gezicht geweest van exclusieve merken als Chanel, Gucci, Prada en Brioni.

## Carrière
Midden jaren 90 werd Knuts ontdekt als fotomodel. Daarover vindt ze dat ze eigenlijk heel veel geluk heeft gehad: precies in die periode was de modesector aan het tanen en men was op zoek naar karakterkoppen als Kate Moss. Knuts had de uitstraling die ze zochten. Op haar 21e gaf Knuts haar studies fotografie op om een leven als model te beginnen. Sindsdien liep ze als mannequin grote modeshows.
In 2010 was er een tentoonstelling in het Modemuseum Hasselt, Ultramegalore, rond de wereld van het topmodel. De tentoonstelling combineerde beeldende kunst, mode, muziek en fotografie en was geheel rond haar carrière gebouwd. De tentoonstelling trok een 17.000-tal bezoekers.
Knuts is sinds het begin van haar carrière bij hetzelfde modellenagentschap, Vision by Steff, het enige Belgische agentschap dat ook een afdeling heeft in New York. Knuts noemt zich een Certified Mindfulness & Compassion Meditation Teacher.
In 2024 nam ze deel aan de tv-quiz De Slimste Mens ter Wereld.

## Persoonlijk
- Knuts' hobby's zijn flamencodansen en fotografie.[bron?]

- Gemeinsame Normdatei: 143593811
- International Standard Name Identifier: 0000 0001 1542 4613
- Nederlandse Thesaurus van Auteursnamen: 327200677
- Système universitaire de documentation: 154790397
- Virtual International Authority File: 168511433
- WorldCat: E39PBJrryp9YrpQ7cHVQYpvJXd